# (2383) Bradley
(2383) Bradley est un astéroïde de la ceinture principale.

## Description
(2383) Bradley est un astéroïde de la ceinture principale. Il fut découvert le 5 avril 1981 à la station Anderson Mesa par Edward L. G. Bowell. Il présente une orbite caractérisée par un demi-grand axe de 2,22 UA, une excentricité de 0,10 et une inclinaison de 3,6° par rapport à l'écliptique.

## Compléments